# Ziesite
La ziesite è un minerale.